# Texananus mexicanus
Texananus mexicanus är en insektsart som beskrevs av Ball 1918. Texananus mexicanus ingår i släktet Texananus och familjen dvärgstritar. Inga underarter finns listade i Catalogue of Life.